# 酒井忠彰
酒井 忠彰（さかい ただあきら）は、江戸時代末期の大名、明治時代の日本の政治家、華族。位階爵位は正四位子爵。
雅楽頭系酒井家支流9代目で、上野伊勢崎藩の第9代（最後）藩主、初代（最後）知藩事、貴族院議員を歴任。

## 経歴
嘉永元年（1848年）9月3日（または嘉永5年（1852年）10月13日）、第7代藩主・酒井忠恒の八男として生まれる。兄で第8代藩主の忠強の養子となり、慶応4年（1868年）6月25日に忠強が隠居したため跡を継いだ。
明治2年（1869年）6月22日、版籍奉還により知藩事となり、明治4年（1871年）7月14日の廃藩置県で免官となる。明治17年（1884年）7月に子爵となる。明治20年（1887年）に正五位に昇進し、明治23年（1890年）7月10日には貴族院議員となる。明治25年（1892年）7月には従四位となり同年7月31日に死去した。
一説に忠強との年齢差からみて、忠彰は忠強の実子ではないかとも言われている。

## 栄典
- 1896年（明治29年）7月31日 - 正四位[3]

## 家族
父母
- 酒井忠恒（実父）
- 津田氏 - 側室（実母）
- 酒井忠強（養父）
- 玲 - 酒井忠学の三女（養母）

妻
- 三宅歌（敬子） - 三宅康直の八女

子女
- 鈴 - 子爵山内豊尹夫人、生母は歌（正妻）
- 酒井忠知（長男）
- 酒井忠一
- 錦子 - 子爵戸沢正己夫人

## 注・出典
1. ↑  彦根正三 編『華族名鑑 : 新調更正』（博公書院、1887年）82頁
2. ↑  『議会制度百年史 - 貴族院・参議院議員名鑑』44頁。
3. ↑  『官報』第3929号「叙任及辞令」1896年8月3日。